# Давидов Сергій Вікторович
Сергі́й Ві́кторович Дави́дов (нар. 16 грудня 1984, Есхар, СРСР) — український футболіст, нападник.

## Біографія
Вихованець харківського «Металіста». На професіональному рівні почав грати в харківському «Металісті-2». У команді провів 56 матчів і забив 14 м'ячів. Дебютував 24 квітня 2005 року у Вищій лізі за «Металіст» у матчі проти сімферопольської «Таврії» (1:1).
Навесні 2008 року перебував в оренді в луцькій «Волині», провів один матч проти клубу «Львів» (1:4). Улітку 2008 року був відданий в оренду в ужгородське «Закарпаття», допоміг клубу виграти Першу лігу й вийти у Прем'єр-лігу.
У 2012 році повернувся до Харкова, де протягом двох сезонів грав за «Геліос», провівши за команду 45 матчів (43 в чемпіонаті та 2 в кубку) і забивши 4 м'ячі.
У перших числах жовтня 2014 року Давидов був внесений у заявку харківського «Металіста» для участі у Прем'єр-лізі України.
19 серпня 2016 року став гравцем новоствореного аматорського клубу «Металіст 1925», у складі якого дебютував уже 21 серпня у виїзному поєдинку проти «Інгульця-3», у якому відзначився забитим м'ячем на 51-й хвилині гри, опинившись першим на добиванні після удара Сергія Наполова. За команду зіграв 102 матчі та забив 38 м'ячів.
У серпні 2020 року перейшов до іншого харківського клубу, «Металу».